# Éric Blondel (kick-boxing)
 (mars 2015).
Si vous disposez d'ouvrages ou d'articles de référence ou si vous connaissez des sites web de qualité traitant du thème abordé ici, merci de compléter l'article en donnant les références utiles à sa vérifiabilité et en les liant à la section « Notes et références ».
Pour les articles homonymes, voir Éric Blondel et Blondel.

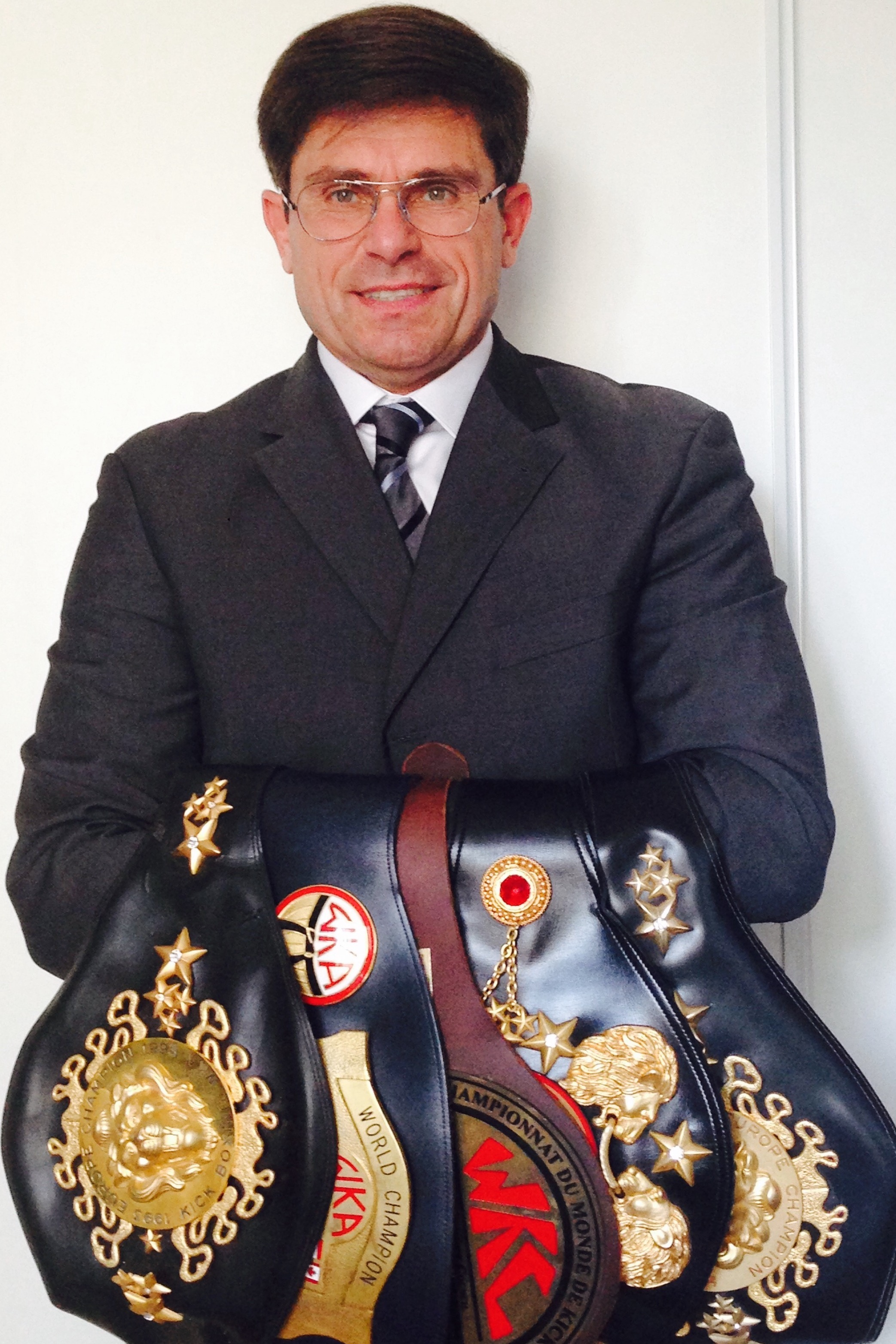

Éric Blondel est un ancien triple champion du monde de kick boxing des poids mi-lourds (1995, 1996, 1997). A la fin de sa carrière dans le Kick Boxing, il réussira une parfaite reconversion dans le football.

## Biographie
Eric Blondel nait à Boulogne Billancourt le 30 juin 1964 mais grandit dans le 16e arrondissement de Paris avec sa sœur Miriam et sa mère Michelle.

## Carrière dans le kickboxing
Il remporte trois fois le titre de champion du monde des poids mi-lourds.
Son premier titre WKC (World Kickboxing Council) a été gagné en 1995 contre le belge Nicolas Marucci. Il remporte son second titre WKA ( World Kickboxing Association ) grâce à son combat contre le franco-algérien Farid Benattia et met un terme à sa carrière après avoir gagné son troisième championnat du monde WKC contre le marocain Idriss Khellafi en 1997.
Il totalisera, durant l'ensemble de sa carrière, 48 victoires sur 49 combats.

## Carrière dans le football

### Un passé riche dans le football
Responsable de la sécurité du groupe professionnel du PSG pendant sept ans de 1993 à 2000, il intègre par la suite le staff technique francilien pendant deux ans en tant que préparateur physique sous l'ère Luis Fernandez et suivra ce dernier dans divers clubs tels que le Red Star, le club qatari d'Al Rayyan, le Beitar de Jerusalem, l'AS Cannes avant d’intégrer l'ASSE en 2008.
Présent à tous les matches de l'AS Saint-Etienne, il est le conseiller sportif de Bernard Caïazzo, président du conseil de surveillance du club forézien. En 2010, Eric Blondel intègre le conseil d'administration des Verts. Il fait ainsi profiter au club de son expérience du plus haut niveau.

### En juin 2016, Eric Blondel devient Team Manager de l'AS Saint-Etienne
Le site officiel des Verts officialise son arrivée dans un rôle de Team Manager. Une mission qui consiste à assurer l’interface entre le groupe professionnel et les différents services du club. Grâce à sa connaissance du sport de haut niveau, il renforce ainsi l’organisation générale de l’ASSE, engagée pour la quatrième saison consécutive en Ligue Europa et contribue à en optimiser le développement.
Éric Blondel quitte le club en juillet 2018. « Je pars sans rancoeur ni amertume, mais avec d'excellents souvenirs comme les parcours européens en Ligue Europa avec Christophe Galthier. J'ai rencontré dans cette région des gens merveilleux, authentiques, serviables », confie t-il.